# Xiphopterella lenbrassii
Xiphopterella lenbrassii är en stensöteväxtart som beskrevs av Barbara S. Parris. Xiphopterella lenbrassii ingår i släktet Xiphopterella och familjen Polypodiaceae. Inga underarter finns listade.